# 吴仲戈
吴仲戈（？—），男，汉族，中华人民共和国政治人物。现任中国人民解放军东部战区海军某驱逐舰支队太原舰舰长。第十四届全国政协委员。